# Пам'ятник Олександрові Пушкіну (Тернопіль)
Пам'ятник Олександрові Пушкіну в Тернополі — колишній пам'ятник російському поету Олександрові Пушкіну в місті Тернополі. Був розташований у сквері по вулиці В. Чорновола (раніше мав назву «Сквер Пушкіна»).
Пам'ятка монументального мистецтва місцевого значення, охоронний номер 28, один з нечисленних пам'ятників радянського періоду, який донедавна був в місті.
Автори пам'ятника — скульптори Макар Вронський, Олексій Олійник, Олександр Скобліков, архітектор — Едуард Гронський. Матеріал — органічне скло.

## Опис
Постать Олександра Пушкіна у повний зріст без головного убору розміщувалася на ромбоподібному постаменті.
У центрі постаменту була табличка з написом російською мовою:
А. С. Пушкин

1799—1837

## Історія
Раніше на цьому місці був фонтан з фігуркою хлопчика.
Пам'ятник, як подають радянські довідники, встановлений 1959 року. Насправді ж рішення про його спорудження, за інформацією обласної інспекції охорони пам'яток історії і культури, міськвиконком ухвалив лише 11 лютого 1960, а відкрили його в 1961 році.
У 1988 році — реконструйований.
У радянський період світлина пам'ятника була зображена на випуску конверта.

### Демонтаж

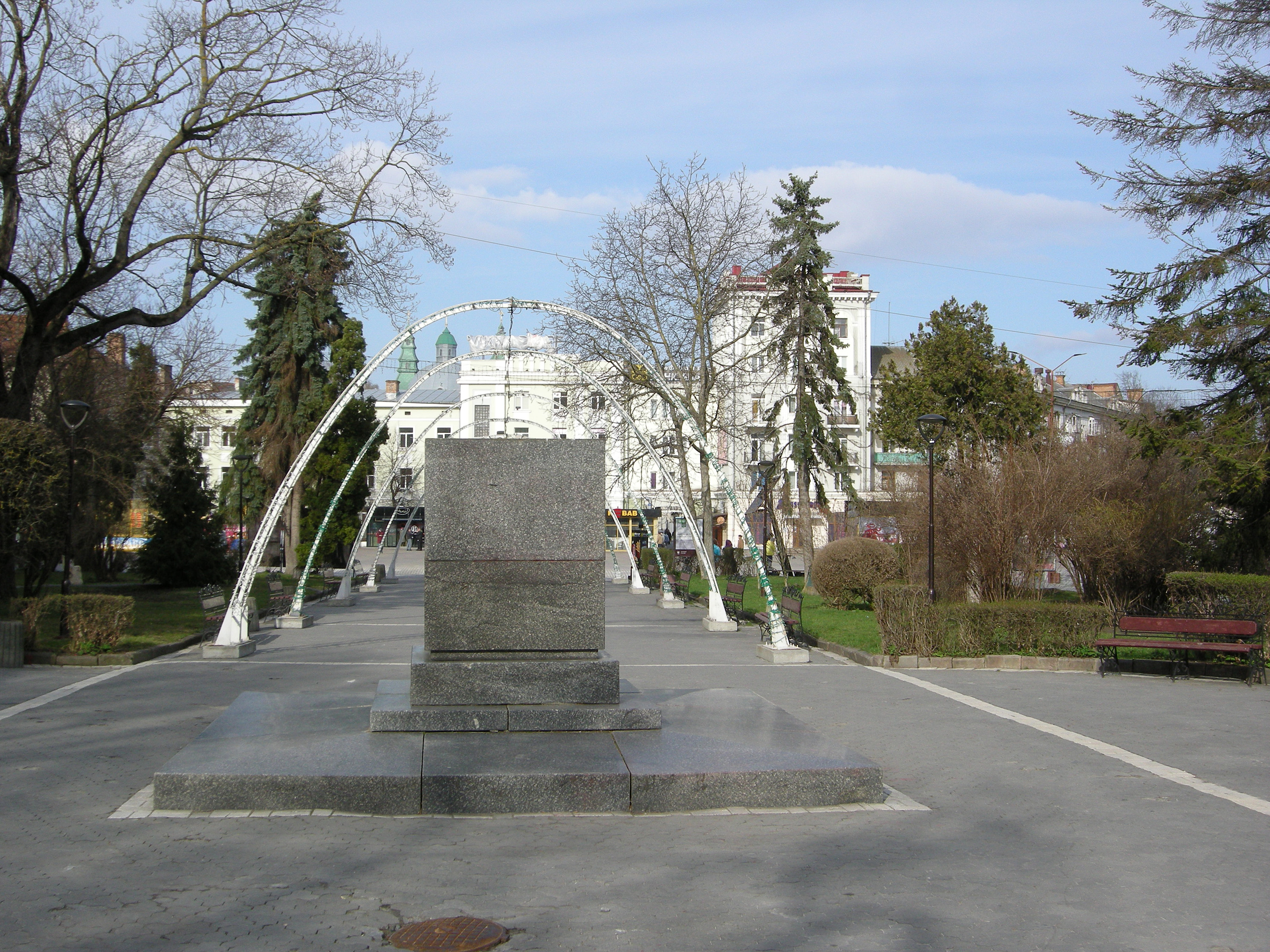
Порожній постамент без пам'ятника

Після російської агресії 2014 року в Тернополі почали ініціювати знесення пам'ятника.
Під час лютневої сесії Тернопільської обласної ради депутат від «Радикальної партії Олега Ляшка» Богдан Яциковський порушив питання про перенесення або демонтаж пам'ятника.
21 березня 2016 році на сайті міської ради зареєстрована петиція про демонтаж, яку за неповних три місяці підписали 254 особи. Необхідність цього автор петиції пояснює тим, що Пушкін не має жодного відношення до краю та міста. Водночас противниками демонтажу на сайті зареєстровано аж дві петиції за збереження пам'ятника.
За перенесення пам'ятника виступали тернопільський історик, краєзнавець, громадсько-політичний діяч Павло Сливка, а також краєзнавець Тарас Циклиняк, який вважає, що на цьому місці варто встановити (перенести з вул. Текстильної) пам'ятник св. Яну Непомуцькому.
8 квітня 2022 року виконком Тернопільської міської ради ухвалив рішення «Про виконання робіт з демонтажу об'єкта благоустрою». Управління житлово-комунального господарства, благоустрою та екології міської ради демонтував пам'ятник та передав його на баланс ТМШРБП «Міськшляхрембуд», де його зберігатимуть безоплатно.